# Liga Élite Femenina de hockey línea 2024-25
La temporada 2024-25 de la Liga Élite Femenina de hockey línea, llamada por motivos de patrocionio Liga Élite Iberdrola, es la máxima categoría del hockey con patines en línea en su categoría femenina en España. El torneo lo organiza la Real Federación Española de Patinaje (RFEP) y cuenta con la participación de 8 equipos.

## Equipos
| Club                         | Sede        |
| ---------------------------- | ----------- |
| Hockey Club Rubí Cent Patins | Rubí        |
| Lobas-Granja Pinilla         | Íscar       |
| Club Patí Vila-real          | Villarreal  |
| CPLV Panteras                | Valladolid  |
| Tres Cantos Patín Club       | Tres Cantos |
| CE Barcelona Tsunamis        | Barcelona   |
| CPH Skulls Almàssera         | Valencia    |
| CPL Fenix Madrid             | Madrid      |

## Fase regular
|                                                                   | Equipo                    | Puntos | J | G | E | P | GF | GC | DG  | Bonus |
| ----------------------------------------------------------------- | ------------------------- | ------ | - | - | - | - | -- | -- | --- | ----- |
| 1                                                                 | CPL Valladolid            | 12     | 4 | 4 | 0 | 0 | 17 | 1  | 16  | 0     |
| 2                                                                 | H. C. R. Cent Patins      | 12     | 4 | 4 | 0 | 0 | 19 | 7  | 12  | 0     |
| 3                                                                 | C. P. H. Skulls Almàssera | 9      | 4 | 3 | 0 | 1 | 18 | 7  | 11  | 0     |
| 4                                                                 | S. A. B. Tucans Asme      | 6      | 4 | 2 | 0 | 2 | 15 | 13 | 2   | 0     |
| 5                                                                 | CP Alas Sagunto           | 3      | 2 | 1 | 0 | 1 | 3  | 3  | 0   | 0     |
| 6                                                                 | Tres Cantos P. C.         | 3      | 3 | 1 | 0 | 2 | 7  | 7  | 0   | 0     |
| 7                                                                 | CPL Madrid Fénix          | 3      | 3 | 1 | 0 | 2 | 4  | 7  | -3  | 0     |
| 8                                                                 | CB Tsunamis               | 0      | 3 | 0 | 0 | 3 | 3  | 11 | -8  | 0     |
| 9                                                                 | C. P. Vila-real           | 0      | 2 | 0 | 0 | 2 | 1  | 13 | -12 | 0     |
| 10                                                                | Lobas-Granja Pinilla      | 0      | 3 | 0 | 0 | 3 | 2  | 20 | -18 | 0     |
| Fuente: Federación Española de Patinaje; actualización automática |                           |        |   |   |   |   |    |    |     |       |

## Playoff
|  | Semifinales | Semifinales | Semifinales | Semifinales | Semifinales |  |  | Final | Final | Final | Final |  |
|  |             |             |             |             |             |  |  |       |       |       |       |  |
|  |             |             |             |             |             |  |  |       |       |       |       |  |
|  | 1.º         |             |             |             |             |  |  |       |       |       |       |  |
|  |             |             |             |             |             |  |  |       |       |       |       |  |
|  | 4.º         |             |             |             |             |  |  |       |       |       |       |  |
|  |             |             |             |             |             |  |  |       |       |       |       |  |
|  |             |             |             |             |             |  |  |       |       |       |       |  |
|  |             |             |             |             |             |  |  |       |       |       |       |  |
|  | 2.º         |             |             |             |             |  |  |       |       |       |       |  |
|  |             |             |             |             |             |  |  |       |       |       |       |  |
|  | 3.º         |             |             |             |             |  |  |       |       |       |       |  |
|  |             |             |             |             |             |  |  |       |       |       |       |  |
|  |             |             |             |             |             |  |  |       |       |       |       |  |

### Playoutpor la permanencia
|  | Playout |  |  |  |  |  |
|  |         |  |  |  |  |  |
|  |         |  |  |  |  |  |
|  |         |  |  |  |  |  |
|  |         |  |  |  |  |  |
|  |         |  |  |  |  |  |